# Бендер, Ларс
Ларс Бе́ндер (нем. Lars Bender; родился 27 апреля 1989, Розенхайм, ФРГ) — немецкий футболист, полузащитник. Брат-близнец Свена Бендера.

## Биография
Родился в семье таможенного служащего из Розенхайма, однояйцевый брат-близнец Свена Бендера также профессионального футболиста. Оба брата выросли в Бранненбурге — альпийской деревне в районе Розенхайма, оба имеют законченное среднее образование по специальности коммерция. Бендеры считают Петра Новака и Абеди Пеле, которые играли в своё время в клубе TSV 1860 München, своими идолами. Затем ребята перебрались в клуб «Унтерхахинг», а уже оттуда были выкуплены скаутами «Мюнхена 1860». В 2003 году поступил в академию «Мюнхена 1860». В 2006 году подписал контракт с молодёжным клубом «Мюнхена».

## Клубная карьера
С 1993 по 1999 годы Ларс Бендер играл в юношеском клубе TSV Brannenburg, а с 1999 года он стал принадлежать к подрастающей смене клуба SpVgg Unterhaching («Унтерхахинг»). Летом 2002 он переходит в клуб Улица Грюнвальд, Мюнхен. В клубе TSV 1860 он играет в категории подростков «до 14 лет». В 2006 Ларс Бендер переходит в категорию «до 17 лет» в клуб TSV 1860 как германский мастер спорта в юношеской категории (вторая возрастная категория — «В»). В этом же году дебютировал в первой команде «бело-синих». На момент профессионального дебюта Ларсу исполнилось всего 17 лет. В дебютном для себя сезоне Бендер провёл 13 матчей, большую часть из которых начинал в стартовом составе. Параллельно Ларс выступал в фарм-клубе «Мюнхена», где несколько раз выходил с капитанской повязкой. В сезоне 2006/07 был переведён в оборону мюнхенцев, провёл еще 11 игр. В сезоне 2008/09 Бендер окончательно закрепился в стартовом составе «Мюнхена», вылетевшего в ряды второй Бундеслиги. На этот раз он играл в опорной зоне полузащиты, проведя 17 матчей и отметившись тремя мячами. В середине октября Ларс получил тяжелую травму колена в поединке против «Гройтер Фюрта» и пропустил остаток первого круга.

### «Байер 04»

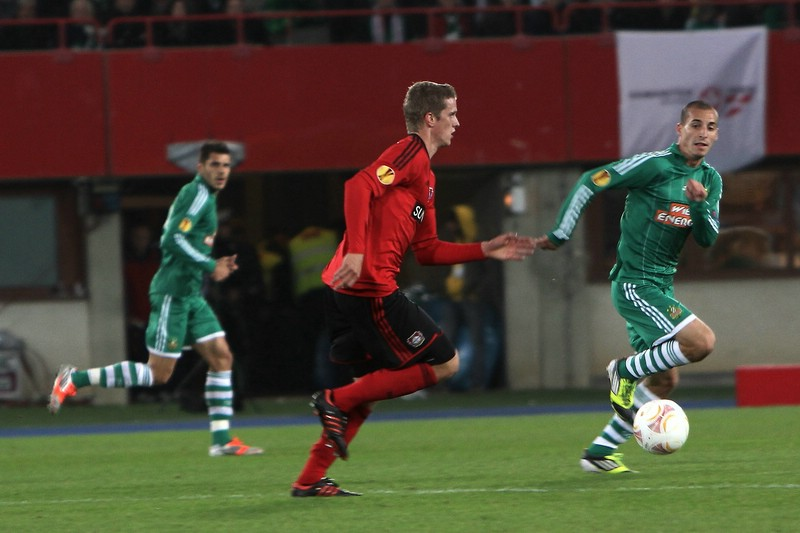
Бендер в составе «Байера 04»

Ещё до окончания сезона стало известно, что Ларс переберется в расположение «Байера». Официальное подтверждение данного перехода состоялось в августе, когда Бендер поставил подпись под четырехлетним контрактом с «Байером». Сумма трансфера составила примерно 2,5 миллиона евро, при этом «фармацевты» сделали дополнительные зачисление в фонд «Мюнхена», испытывавшего в то время серьезные финансовые проблемы. Месяцем ранее брат Ларса, Свен перебрался в дортмундскую «Боруссию», где впоследствии и построил успешную карьеру. Первый сезон в Леверкузене сложился для универсала довольно успешно. Он вышел на поле в 20 матчах Бундеслиги, но всего 6 раз находился в стартовом составе. Ларс отметился одним голом — в ворота «Айнтрахта» (4:0).
По итогам сезона «фармацевты» квалифицировались в еврокубки, и вскоре Бендер сыграл свой первый матч в рамках Лиги Европы. Впоследствии Ларс сыграл в восьми встречах данного турнира, а «Байер» добрался до стадии 1/8 финала. На национальной арене Ларс провёл 27 игр и стал вице-чемпионом Германии.
На старте сезона 2011/12 Бендер получил приглашение в национальную сборную Германии. А еще летом его хотела приобрести испанская «Валенсия», однако немец не захотел покидать Бундеслигу. В первом круге этого сезона Ларс вышел в стартовом составе на все матчи Бундеслиги и Лиги чемпионов. В феврале получил небольшую мышечную травму, из-за которой не сумел выйти в двух встречах национального первенства. Во втором круге Бендер сумел оформить дубль в ворота «Кёльна», а также забил победный мяч в противостоянии с «Майнцом» (3:2).
13 марта Бендер вновь получил травму, на этот раз разрыв бедра. Он выбыл из строя на две недели, а пока находился в лазарете, подписал с командой новый контракт до 2018 года. Сезон «Байер» завершил в четверке сильнейших команд лиги. В июле стало известно, что игроком интересуется «Бавария», однако после длительных переговоров было решено, что Ларс останется в стане «фармацевтов». В сезоне 2012/13 хавбек пропустил всего один матч национального первенства, а также вышел с клубом в плей-офф Лиги Европы. Бендер отметился тремя голами и раздал шесть голевых передач, став главным открытием в составе леверкузенского клуба. Успешные выступления на национальной арене, а также игра в сборной Германии порождали интерес к Бендеру со стороны английских клубов. Летом 2013 года им активно интересовался лондонский «Арсенал». Впоследствии стало известно, что руководство «Байера» отклонило предложение «канониров» в размере 23 миллионов евро. 31 октября Ларс продлил соглашение со «львами» до 2019 года, очередной раз доказав свою верность клубу:
В последнем сезоне мной интересовалась мюнхенская «Бавария», но я продлил контракт с «Байером». И не могу сейчас покинуть клуб. Я так не поступаю. Есть игроки, постоянно меняющие клубную прописку, но я не вхожу в их число. Хочу иметь честные и прозрачные взаимоотношения с людьми, что и имеет место в «Байере.
Новый контракт предусматривал увеличение недельного оклада до 40 000 евро. Сезон 2013/14 Бендер начал на непривычной для себя позиции опорника. Он забил в дебютной встрече сезона против «Липпштадта», а также отдал голевую передачу в первом туре Бундеслиги против «Фрайбурга». Зимой Бендер вновь оказался в шорт-листе покупок «Арсенала». Лондонский клуб видел в Бендере замену своему ветерану Микелю Артете. однако так и не сумел договориться с Леверкузеном.
Летом 2014 года новый тренер «Байер» Рогер Шмидт назначил Бендера вице-капитаном команды. В шестом для себя сезоне в составе «львов» Ларс продолжал оставаться одним из ключевых игроков клуба. В течение осеннего отрезка чемпионата хавбек пропустил всего одну игру.

### Завершение карьеры
Ларс, и его брат-близнец Свен завершили карьеру после окончания сезона 20/21.

## В сборной
С 2005 года выступал в составе национальной сборной Германии. В составе юношеской сборной участвовал в квалификационных и элитных раундах чемпионата Европы 2006 года, в финальном турнире был заявлен под номером 8. В составе юношеской сборной до 19 лет выиграл чемпионат Европы 2008 года, благодаря чему сборная квалифицировалась на чемпионат мира среди молодёжных команд 2009. В сентябре 2011 года дебютировал в товарищеской игре против Польши в национальной сборной Германии. Также в составе сборной на Чемпионате Европы по футболу 2012 забил гол в ворота Дании.